# 格陵蘭板塊
格陵兰板块是一个假定的构造板块，西侧的内尔斯海峡可能是转换断层；西南边是戴维斯海峡下的昂加瓦转换断层；东南是大西洋洋中脊；东北是加科尔山脊，仍在张裂中。格陵兰克拉通的岩石有一部分由地球上最老的岩石组成。格陵兰西南部的伊苏阿绿岩带包含地球上已知最老的岩石，有37–38亿年历史。:27–49
格陵兰的前寒武纪 基底形成了劳亚地盾的基础部分，是北美洲板块的核心。格陵兰板块从北美洲板块分两个张裂阶段形成。第一个发生于白垩纪，形成了巴芬湾。巴芬湾是加拿大北极裂谷系统的西北端，在140 Ma的早白垩世开始扩张。:169–209拉布拉多海则在69 Ma的马斯特里赫特期开始扩张，但海底扩张在30–35 Ma的渐新世已经停止了。:223–254人们期待能在加拿大和格陵兰间找到构造对应，但格陵兰和加拿大的张裂前对应仍不能精确了解。
北大西洋–拉布拉多海张裂闭合后，格陵兰板块就大致和北美洲板块一起运动了。因此格陵兰板块究竟是否独立存在争议。:179–196:125格陵兰和巴芬岛之间的地区却仍有活跃的地震，以1933年巴芬湾7.3级地震为首的诸多地震震中都在这片地区。截至2009年，科学家们仍不能将地震与特定的地质结构或地球物理异常联系起来。有种说法认为地震可能与冰后回弹有关。:538–540:724–736